# Leptidea
Genre
Leptidea est un genre paléarctique de lépidoptères (papillons) de la famille des Pieridae et de la sous-famille des Dismorphiinae.

## Systématique
Le genre Leptidea a été décrit par le zoologiste suédois Gustav Johan Billberg en 1820. Il a pour espèce type Papilio sinapis Linnaeus, 1758.
Un synonyme junior objectif est Leucophasia Stephens, 1827.

## Liste des espèces
Selon FUNET Tree of Life (29 novembre 2019) :
- Leptidea sinapis (Linnaeus, 1758) — la Piéride de la moutarde ou Piéride du lotier.
- Leptidea reali Reissinger, [1990] — la Piéride de Réal.
- Leptidea juvernica Williams, 1946 — la Piéride irlandaise.
- Leptidea duponcheli (Staudinger, 1871) — la Piéride du sainfoin ou Piéride de Duponchel.
- Leptidea morsei (Fenton, [1882]) — la Piéride de la gesse ou Piéride de Fenton.
- Leptidea amurensis (Ménétriés, 1859)
- Leptidea darvazensis Bolshakov, 2004
- Leptidea descimoni Mazel, 2004
- Leptidea gigantea (Leech, 1890)
- Leptidea serrata Lee, 1955

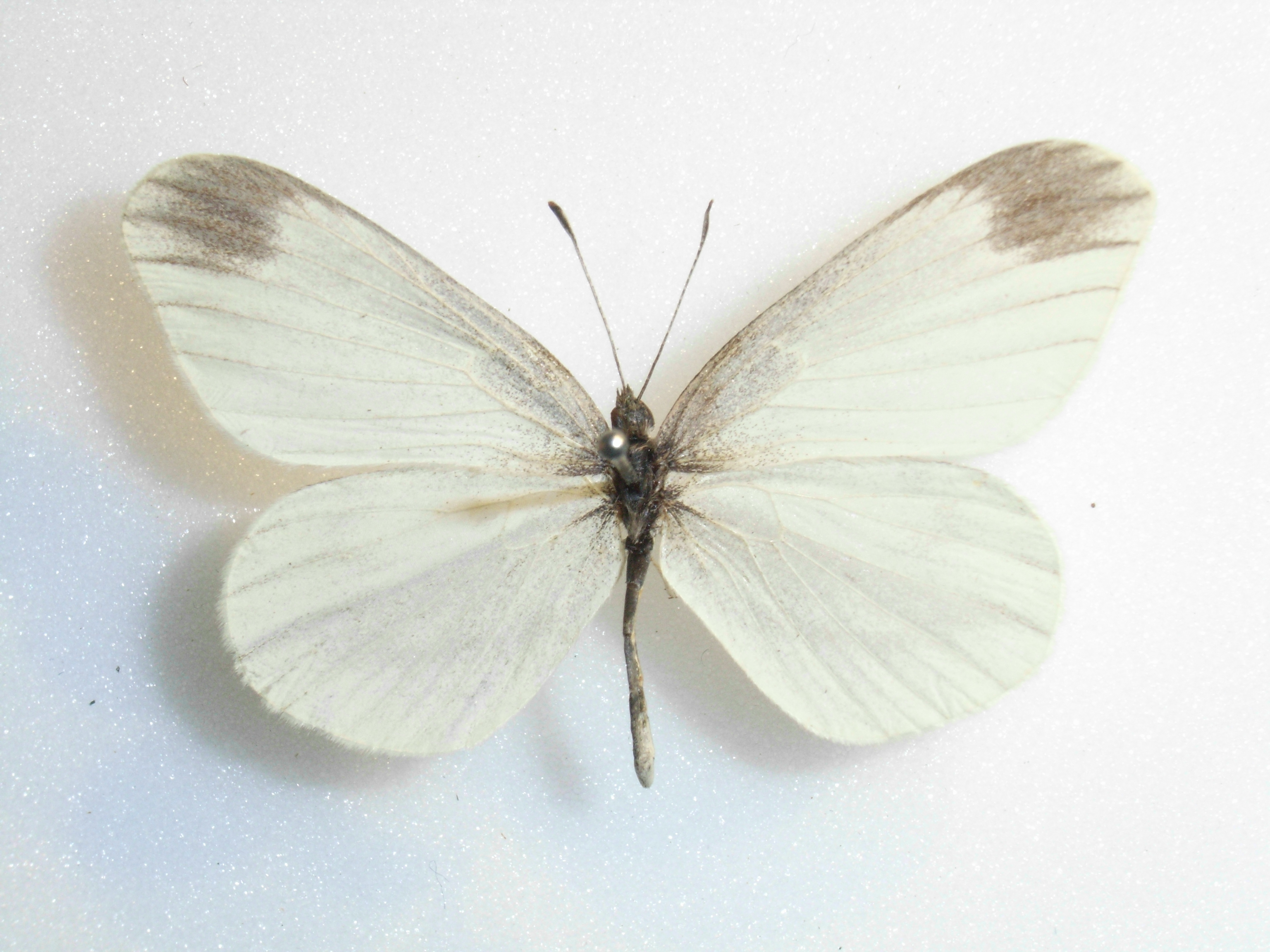
Leptidea amurensis
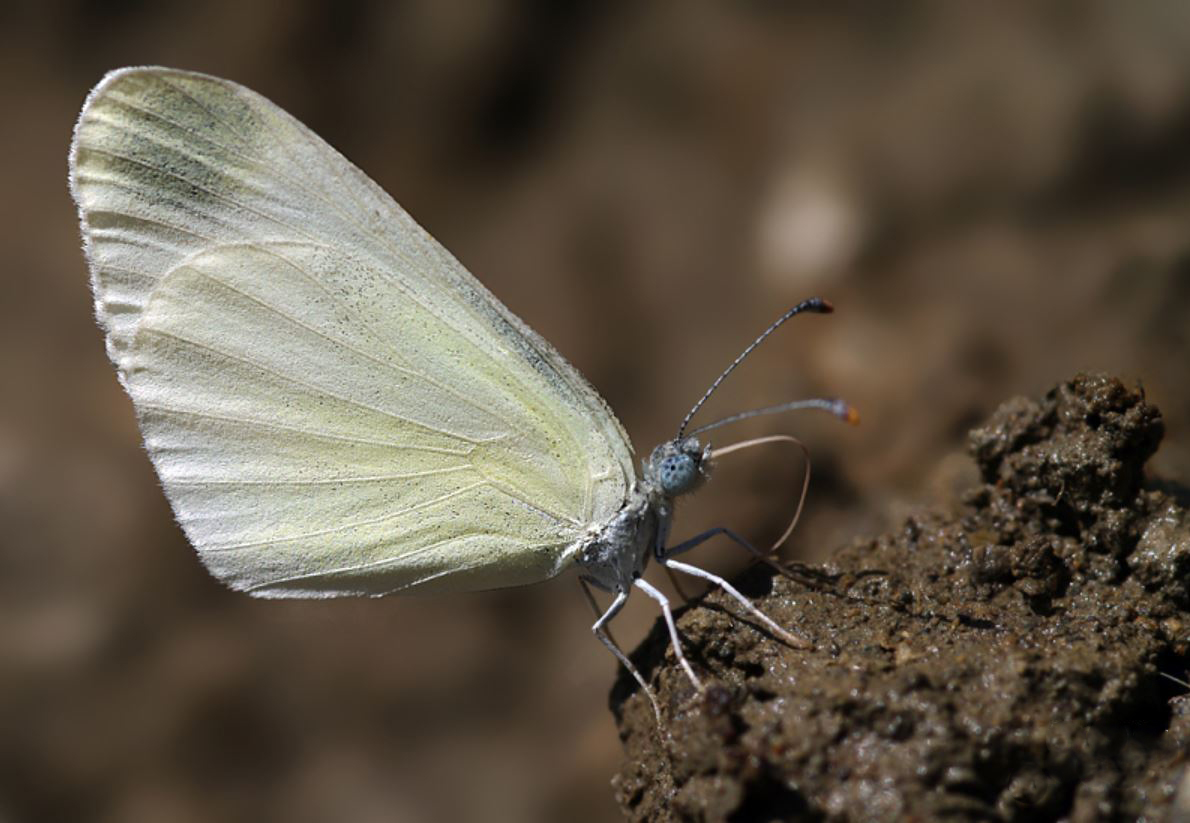
Leptidea duponcheli
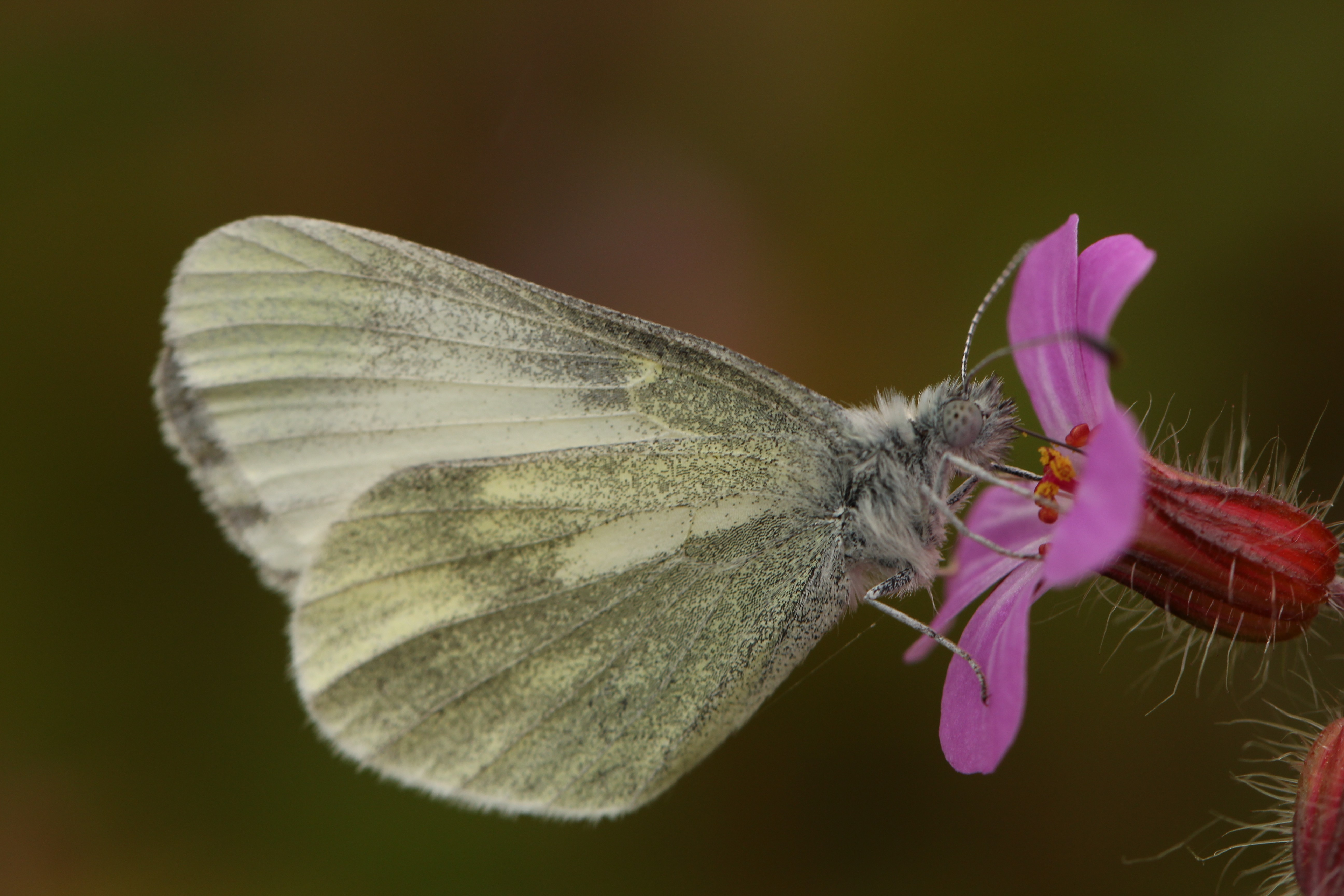
Leptidea juvernica
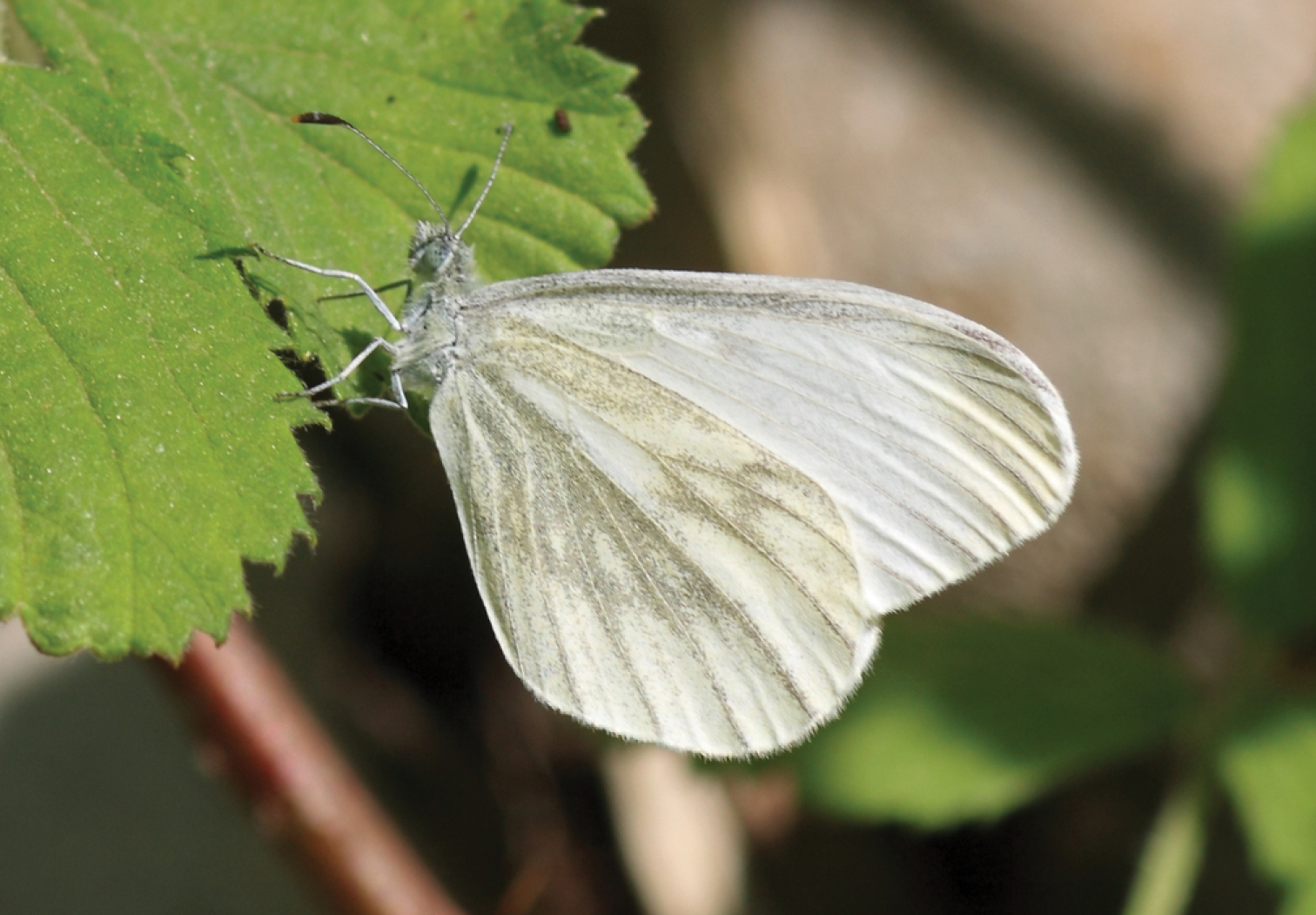
Leptidea morsei
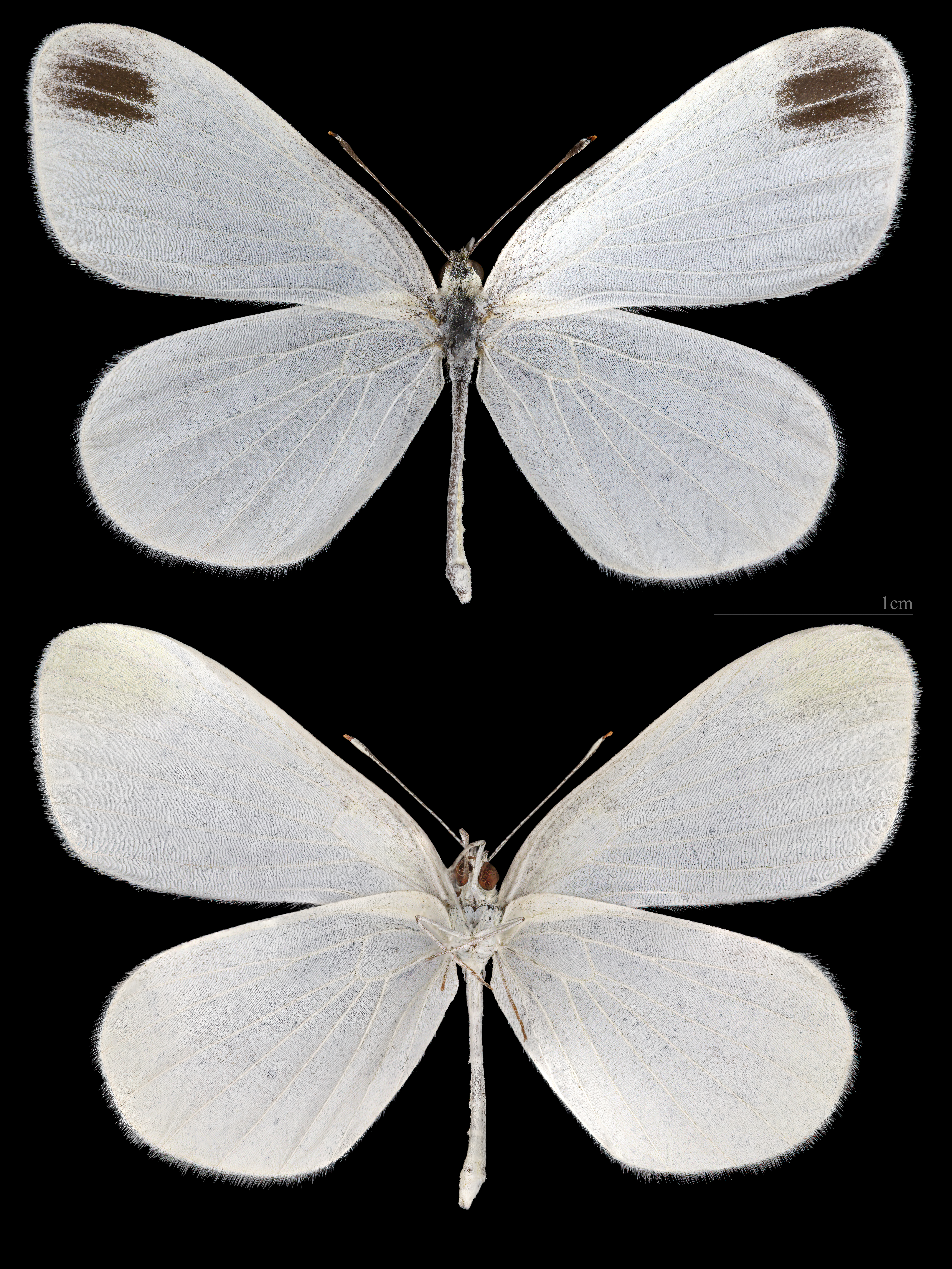
Leptidea sinapis